# Drop the World
Singles par Lil Wayne
Revolver
(2009) I Made It (Cash Money Heroes)
(2010)
Singles par Eminem
Hell Breaks Loose
(2009) Not Afraid
(2010)
Pistes de Rebirth
On Fire Runnin'
Drop the World est une chanson du rappeur américain Lil Wayne avec la participation d'un autre rappeur de la même nationalité, Eminem. Présente sur le septième album de Lil Wayne, Rebirth, elle sert de troisième single à cet album. Drop the World fut mise en ligne sur iTunes le 28 décembre 2009. À la 52e cérémonie des Grammy Awards, Lil Wayne, Eminem et Travis Barker interprétèrent le titre juste avant Forever avec Drake. Le morceau fut certifié double disque de platine par l'agence américaine, la RIAA. De nombreux remixes de la chanson furent réalisés par des rappeurs comme The Game où Royce da 5'9".

## Clip vidéo
Le clip vidéo de Drop the World a été réalisée par Chris Robinson. Le tournage eu lieu le 31 janvier 2010, le même jour que la cérémonie des Grammy Awards, où Eminem et Lil Wayne devait y interpréter le morceau ainsi que Forever avec Drake et Travis Barker, le batteur de Blink-182. On voit dans la vidéo des personnes courant ou faisant du skateboard dans les rues de New York. La première diffusion eut lieu le 5 mars 2010, sur MTV. Le clip vidéo montre Lil Wayne prit avec Eminem dans une émeute. Les rappeurs Birdman, producteur de Lil Wayne, et Lloyd Banks, signé sur le label d'Eminem, font des caméos dans la vidéo.

## Accueil critique
En dépit d'un accueil généralement négatif de l'album Rebirth, Drop the World reçue plus de critiques positives. La chanson était la plus attendue de l'album de Lil Wayne en raison de la participation d'Eminem. Dans sa critique de l'album, NME indiqua que Drop the World était le seul point d'intérêt de l'album. Chris Schulz pour Fairfax New Zealand fut moins impressionné par la chanson et dit que même avec Eminem, la chanson n'avait rien d'exceptionnelle. 

## Classements hebdomadaires
| Classement (2010)             | Meilleure position |
| ----------------------------- | ------------------ |
| Australian ARIA Singles Chart | 56                 |
| Canadian Hot 100              | 24                 |
| Irish Singles Chart           | 43                 |
| UK Singles Chart              | 51                 |
| UK R&B Chart                  | 19                 |
| US Billboard Hot 100          | 18                 |